# Кама Сутра
Вижте пояснителната страница за други значения на Кама.
„Камасутрам“ (на санскрит: कामसूत्र) или „Кама Сутра“, както е позната в западния свят, е стара индийска книга, посветена на изкуството на любовното общуване. Кама в превод значи „желание“, а Сутра е „нишка“.
Текстът е съставен от Ватсяяна като резюме на няколко по-ранни писания, известни като Кама Шастра – наука за любовта. Ватсяяна е живял през IV век в период на културен подем, познат като период гипта.

## Любопитно
Глава шеста (част втора) на „Кама Сутра“ описва хапането и драскането с нокти, които любовниците може да си причиняват. Глава седма (част втора) се концентрира върху шамарите и ударите с юмрук, които може да се разменят в страстен секс, както и звуците които трябва да бъдат издавани.